# 卢娜沼区

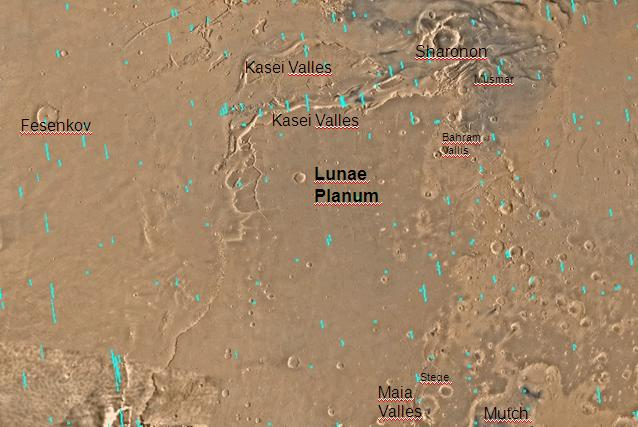
卢娜沼区

卢娜沼区是美国地质调查局太空地质学研究计划（Astrogeology Research Program）对火星表面划分的30个区域之一，编号为MC-10。
卢娜沼区覆盖了火星西经45°至90°、北纬0°至30°的区域。海盗1号1976年7月20日在火星上的着陆点（22.4°N，47.5°W）便位于该区。